# Amassi
Amassi  (ou Amasi) est un village du Cameroun situé dans le département du Manyu et la Région du Sud-Ouest, à proximité de la frontière avec le Nigeria. Il fait partie de la commune d'Akwaya.

## Localisation
Amassi est localisé à 6° 25' 22 N et 9° 36' 50 E, à environ 256 km de distance de Buéa, le chef-lieu de la Région du Sud-Ouest, et à 354 km de Yaoundé, la capitale du Cameroun.

## Population
La localité comptait 445 habitants en 1953 et 541 en 1967.
Lors du recensement de 2005, on y a dénombré 1 724 habitants dont 929 hommes et 795 femmes.

## Éducation
Une école privée catholique y a été ouverte en 1965.
Il y a un établissement scolaire technique anglophone à Amassi, le CETIC d'Amassi.

## Réseau routier
Des travaux de rénovation de la route qui relie Amassi à Njikwa ont été autorisés par le ministère des travaux publics le 10 octobre 2016.